# Verzorgingsplaats Ellerbrug
Verzorgingsplaats Ellerbrug is een Nederlandse verzorgingsplaats langs de A2 Amsterdam-Maastricht tussen afritten 40 en 41, nabij het dorpje Ell.
Verzorgingsplaats Ellerbrug dankt haar naam aan het gelijknamige viaduct (of brug) dat enkele honderden meters voor de verzorgingsplaats ligt. Dit viaduct is op zijn beurt vernoemd naar het dorpje Ell, dat niet ver van de A2 is gelegen.
Bij Ellerbrug ligt een tankstation van Shell. Dit tankstation was in september 2007 het eerste tankstation met een zogeheten prijspaal.

## Oplaadpunt
De verzorgingsplaats beschikt ook over een overdekt oplaadpunt voor elektrische auto's, geëxploiteerd door Fastned. Hiermee kunnen elektrische voertuigen binnen korte tijd worden opgeladen door middel van het snellaadstation. De overkapping voorziet in de stroomvoorziening door middel van zonnepanelen.
Richting Eijsden:
Haarrijn · 
IJsselstein · 
Bisde · 
De Lucht West · 
Velder · 
't Haasje · 
Roevenpeel · 
Ellerbrug · 
Het Anker · 
Vossedal · 
Knuvelkes
Richting Amsterdam:
Patiel · 
Meerssen · 
Kruisberg · 
Swentibold · 
Bosserhof ·
Meiberg · 
Groote Bleek · 
Ooiendonk · 
De Lucht Oost · 
Lingehorst · 
Jutphaas · 
Ruwiel